# Kryoextraktion
Kryoextraktion ist eine physikalische Verfahrenstechnik, bei der mittels Kälte Stoffe separiert werden oder eine Flüssigkeit, ein flüssiges Gemenge bzw. eine Lösung in ihrer Zusammensetzung gezielt verändert wird: Ein Mengenanteil eines einzelnen Stoffes friert ganz oder teilweise aus und kann anschließend von der Ausgangssubstanz physikalisch getrennt werden: Separation, Trenntechnik vermittels Kälte.

## Herstellung von Eisweinen
Kryoextraktion findet statt, wenn gefrorene Früchte ausgepresst werden. Es verbleibt ein Teil des Wassers in Form von Eis im Trester.
Im Weinbau hat dieses Verfahren eine wirtschaftliche Bedeutung erlangt.
Wenn Beeren im normalen Witterungsverlauf schlecht ausgereift waren, ließ man sie früher oft als Wildfutter hängen. Im Januar 1830 ernteten Winzer hängengebliebene, zufällig aufgrund von Nachtfrost gefrorene Weintrauben des vorigen Jahrgangs 1829. Sie versuchten, diese Weintrauben abzupressen, und erhielten unerwartet einen sehr zucker- und säurereichen Most, der sich zu Wein vergären ließ. 
In den Beeren war ein großer Teil des enthaltenen Wassers zu Eis ausgefroren. Die Eiskristalle verblieben mit den Beerenhäuten in der Kelterpresse. Bei verringerter Mostmenge erhielt man einen Most mit erhöhtem Zucker- und Säuregehalt.
Seitdem ist dieser Wein als Eiswein bekannt.
Dieses Verfahren wird in der Weinherstellung eingesetzt, z. B. in problematischen Jahren in der Süßweinherstellung im Sauternes: Trauben werden in Kühlhäuser eingebracht und bei Temperaturen um −10 °C gefroren, sodann abgepresst. In Deutschland ist dieses Verfahren zur Weinherstellung verboten.

## Herstellung von alkoholreduziertem Bier
Das Verfahren der Frostdestillation ist technisch ähnlich, jedoch wird es nach der Fermentation angewendet, um die Alkoholgradation zu modifizieren. Dieses Verfahren findet Anwendung in der Herstellung von alkoholreduziertem Bier.